# 悲しきわがこころ
悲しきわがこころ（かなしき-）は1965年4月5日に発売されたハナ肇とクレージーキャッツのシングル。

## 概要
- 植木等主演映画『日本一のゴマすり男』の主題歌「ゴマスリ行進曲」のB面としてレコーディング。メンバー7人全員のソロパートがある唯一の曲である[1]。なお、1969年1月1日公開の映画『クレージーのぶちゃむくれ大発見』のラストで歌われる「笑って笑って幸せに」も、メンバー全員のソロパートがある別バージョンが、レコードの発売を前提にレコーディングされていたが、当時は未発売に終わった。その後、1995年にCD化されている。

- 作詞・編曲は萩原哲晶。作曲者不詳（伝承歌）。歌詞の主人公は留年し続けた大学8年生である。

- 8番まであり、谷啓、犬塚弘、石橋エータロー、ハナ肇、桜井センリ、植木等、安田伸、全員という順に歌っていく。また、1コーラスごとに「勉強になりました」とメンバーが言う。

- また、毎回「悲しきわがこころ」というコーラスが入り、8番のみ「楽しいわがこころ」となる。

- 同様に伝承歌を元にした、本曲とほぼ同じメロディの歌謡曲に「東京流れ者」がある。

## カバー
- 人見明（同じメロディで「サラリーマン小唄」としてリメイク）
- 木村充揮×近藤房之助（2008年、『クレイジー節〜昭和讃歩〜』収録）